# Маркез Браунли
Маркез Кит Браунли (енгл. Marques Keith Brownlee, Мејплвуд, рођен 3. децембар 1993.) познат и као MKBHD (ем-кеј-би-ејч-ди) је Амерички јутјубер и професионални алтимет фризби играч, најпознатији по својим технолошки оријентисаним клиповима и подкасту Вејвформ. Почетком маја 2022. имао је преко 2.9 милијарди прегледа и преко 15.6 милиона пратилаца. По речима Вика Гундроте, бившег вишег потпредседника гугла, назвао је Маркеза „тренутно најбољи рецензент технологије на планети”. Претходно име његовог јутјуб канала представља спој МКБ (иницијали његовог имена) и ХД (од енгл. HD, стандарда за високу резолуцију).

## Каријера
Браунли се придружио јутјубу 21. марта 2008. Први видео клип у коме представља нове технологије и рецензију технологије коју поседује објавио је у јануару 2009. године док је још био у средњој школи. Првих пар стотина клипова су углавном били упутства за рад на хардверу и фриверу. Од децембра 2019. Браунлијев канал на јутјубу има преко 10 милиона пратилаца што га према Сошл Блејду чини једним од најпраћенијих канала на јутјубу који се баве рецензијама нових технологија. Браунли је свој 1000-ти клип објавио 29. марта 2019. године.
Браунлијеве рецензије су промовисане и од стране других сајтова. Енгаџет је промовисао сајт у јануару 2012. када су представили његову турнеју по до тада новом сервису за складиштење података на облаку Инсинк. У новембру 2013. је изашао један од Браунлијевих најпрегледанијих клипова и био је базиран на ЛГ Г Флекс телефону где је изводио разне тестове гребања екрана и демонстрирао могућност самоизлечења уређаја. Видео је прегледало милион људи истог дана а до децембра 2019. видео је прегледало скоро 8 милиона људи. У децембру 2013. Браунли је направио интервју са генералним директором Мотороле Денисом Вудсајдом, а у мају 2014. је направио интервју са Еваном Бласом.
Маркез Браунли је достигао милион пратилаца на јутјубу 12. фебруара 2014.
Браунлијево видео представљање, и тестирање на огреботине, новог 4.7 инчног Ајфон 6 екрана базираног на сафирној технологији, који је постављен 7. јула 2014., је стекао тренутну популарност. Видео је представљен на сајтовима као што су Вирџ, Форбс, Хаф пост, Синет, и Тајм. Видео се појавио и на Eн-Би-Си вестима као и вестима широм света. До новембра 2020. видео је прегледало више од 9.1 милиона људи .
У децембру 2015. Браунли је направио интервју са НБА кошаркашем Коби Брајантом, под називом „Разговор о технологији са Коби Брајантом”, у којем говори о технолошким интересовањима Кобија и о новим Најки патикама које је дизајнирао Коби под именом Коби 11.
Током једне од демократских председничких дебата 2016. коју је спонзорисао јутјуб, Браунли је видео снимком питао кандидате да ли технолошке компаније и влада могу да пронађу средину у вези са шифровањем док разматрају права на приватност и националну безбедност.
У октобру 2016. интервјуисао је Епл-овог старијег потпредседника за софтверско инжењерство Крега Федеригија током објављивања њиховог најновијег МацБоок Про 2016. Крег је опет позван на Браунлијев канал након еплове светске конференције за програмере у јуну 2020.
У марту 2018. интервјуисао је Нил Деграс Тајсонa. У априлу 2018, Браунли је освојио Шорти награду за креатора деценије. У августу 2018. интервјуисао је извршног директора Тесле Илона Маска и уз помоћ Џонатана Морсона снимио обилазак фабрике Тесле са Илоном Маском. У децембру 2018. године, Браунли је представљен на јутјуб ривајнд, а касније је објавио видео запис где се жали на серијал.
У фебруару 2019. интервјуисао је Била Гејтса. У октобру 2019. интервјуисао је генералног директора Мајкрософта Сатја Наделу, и глумца Вила Смита.
Маркез Браунли је достигао 10 милиона пратилаца на јутјубу 18. децембра 2019.
Поново је интервјуисао Била Гејтса у фебруару 2020. године. У септембру 2020. интервјуисао је Марка Закерберга, разговарајући о холограмима и будућности виртуелне стварности. У децембру 2020. интервјуисао је Барака Обаму, разговарајући о употреби технологије и друштвених медија у влади. У децембру 2020. добио је признање на Форбсовој листи 30 испод 30 година у категорији друштвених медија.
У мају 2021, Маркез је интервјуисао Сундара Пицхаија,генералног директора Гугла о различитим темама као што су будућа технологија и вештачка интелигенција.

### Ретро технологија
Ретро технологија је јутјуб оригинална серија коју је продуцирао Фокс Медиа Студио, коју води Маркез Браунли, почела је са емитовањем 2. децембра 2019. У серији, Браунли, интервјуише колеге, јутјуб креаторе, и славне госте и расправља о култним деловима технологије из прошлости који су имали велики утицај на савремени живот и културу. Друга сезона Ретро технологије је почела у априлу 2021. године, у којој он разматра технологију за коју се веровало да је будућност, али није успела да допре до производње или јавности.

### Вејвформ: МКБХД подкаст
Браунли је домаћин технолошког подкаста са судомаћином Ендруом Манганелијем, који је и продуцент Браунлијевог јутјуб канала. Подкаст је фокусиран на потрошачку електронику и околне теме. Браунли је најавио подкаст на свом Јутјуб каналу 13. августа 2019. у видео снимку под називом „Представљање вејвформа: МКБХД подкаст”, а прва епизода је емитована 31. јула 2019. На подкасту је било више гостију високог профила, укључујући и Џастин Езарик, Марк Закерберг, Крејг Федериђи, Карл Пеј.

### Студио
Браунли је такође домаћин још једног јутјуб канала под називом Студио, који се фокусира на активности иза сцене МКБХД тима.

## Награда за најбољи паметни телефон
У децембру 2014. Браунли је започео своју серију награда за паметне телефоне где бира најбоље телефоне у одређеним категоријама из прошле године. Браунли је 2017. године почео да креира и физичке награде, које су представљене на видео снимку, од којих је, на захтев компанија, већина послата компанијама чији су их телефони освојили. Награде за паметне телефоне обично се објављују средином децембра, након што су сви телефони те године објављени и тестирани.

## Приватни живот
Браунли је одрастао у Мејплвуду у Њу Џерсију. Похађао је средњу школу Колумбија и дипломирао 2011. године. Студирао у Хове школи на Стивенс Институту за Технологију где је дипломирао пословне и информационе технологије. Браунли је дипломирао у мају 2015. и постао јутјубер са пуним радним временом. Видео снимке је снимао у сопственом стану све док се није иселио 2016. године у студио у Карнију, Њу Џерси, Поседовао је Теслин Модел С П100Д, који је повремено представљао на свом каналу све док га 2020. није заменио Модел С-ом Равен, и поново 2021. Модел С Плаид.

### Америчка Алтимет фризби Лига
Браунли је професионални играч алтимет фризбија за Њујоршку Империју, који су били шампиони Америчке Алтимет фризби Лиге (ААФЛ) 2019. године. Браунли је раније играо за Филаделфију Феникс (2017.) и Гарден Стејт Алтимет (2015.–2017.). Остали претходни тимски ангажмани укључују сада непостојећу Њу Џерси Хамерхедсе и Њујорк Румбле.